# Liste der Stolpersteine in Ingolstadt
In der Liste der Stolpersteine in Ingolstadt werden die vorhandenen Gedenksteine aufgeführt, die im Rahmen des Projektes Stolpersteine des Künstlers Gunter Demnig in Ingolstadt bisher verlegt worden sind.

## Mahnmal für die Opfer des Nationalsozialismus in Ingolstadt

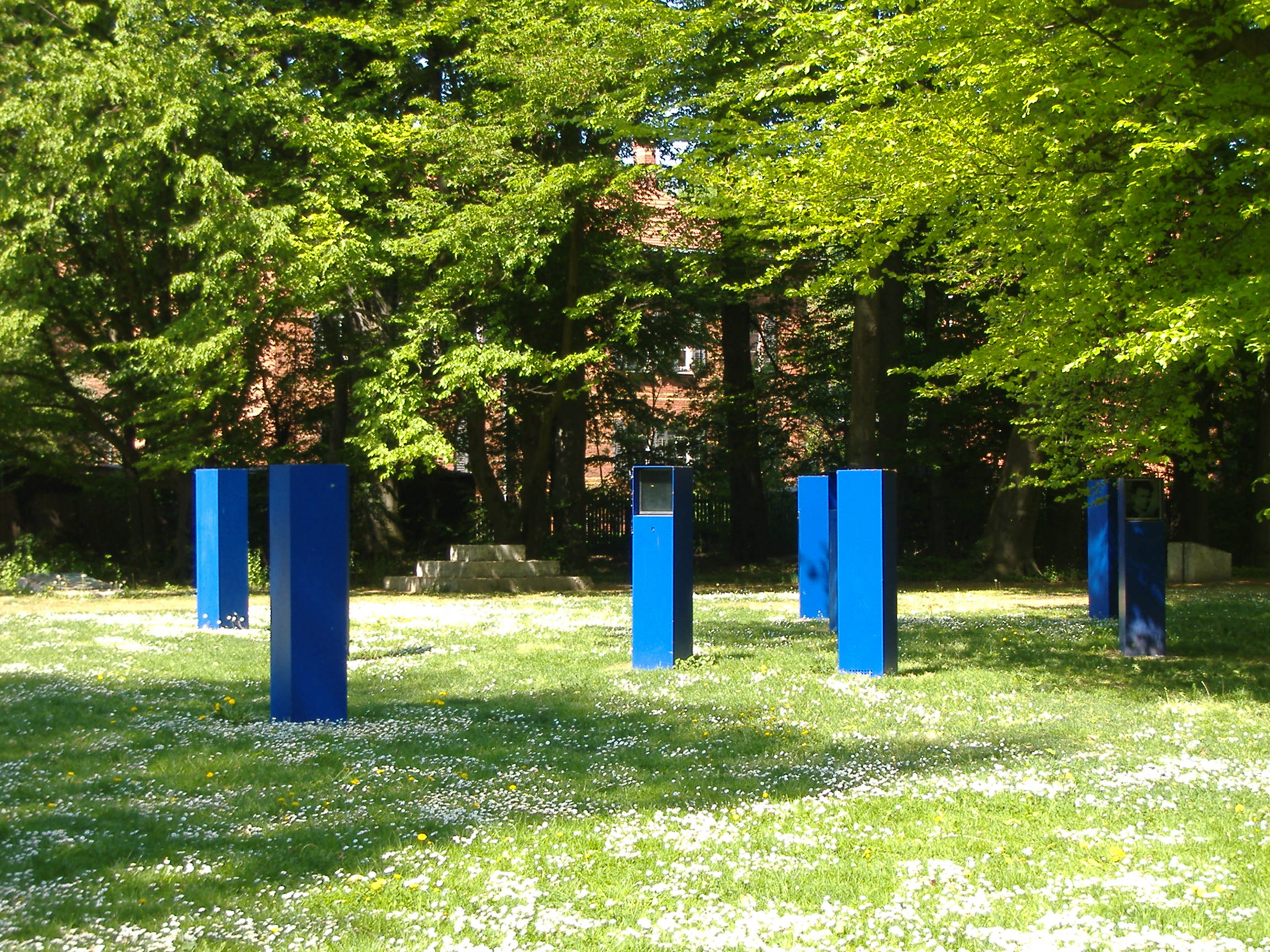
Mahnmal im Luitpoldpark

Im März 1998 beschloss der Stadtrat von Ingolstadt einstimmig die Realisierung des Entwurfes der Künstlerin Dagmar Pachtner (Landshut). Das Mahnmal für die Opfer des Nationalsozialismus wurde im April 1999 der Öffentlichkeit übergeben. Es befindet sich im Luitpoldpark und besteht aus neun blauen Säulen mit Fotografien von Ingolstädter NS-Opfern. Das neue Denkmal beruht auf einer Initiative für Mahn- und Gedenkstätten in Ingolstadt, zu deren Mitgründern die Stadträtinnen Gerda Büttner und Petra Kleine zählten.
Eine Gedenktafel am Anwesen Theresienstraße 23 erinnert an die Synagoge von Ingolstadt, die 1938 verwüstet, 1946 wiederhergestellt und 1952 aufgegeben wurde.

## Verlegte Stolpersteine
In Ingolstadt wurden elf Stolpersteine an fünf Adressen verlegt.
| Stolperstein | Inschrift | Verlegeort                    | Name, Leben |
| ------------ | --- | ----------------------------- | --- |
|              | HIER WOHNTE DAVID HUBERT JG. 1869 OPFER DES POGROMS ERMORDET 10.11.1938                                                                       | Griesmühlstraße 6 (Standort)  | David Hubert wurde geboren am 6. Dezember 1869 in Cronheim. |
|              | HIER WOHNTE HEDWIG HUBERT GEB. GOLDMANN JG. 1878 OPFER DES POGROMS ERMORDET 10.11.1938                                                        | Griesmühlstraße 6 (Standort)  | Hedwig Hubert |
|              | HIER WOHNTE FRIEDA LOEWENFELS GEB. LIEBENSTEIN JG. 1906 FLUCHT 1939 USA ÜBERLEBT                                                              | Paradeplatz 5 (Standort)      | Frieda Loewenfels |
|              | HIER WOHNTE PHILIPP LOEWENFELS JG. 1912 VERHAFTET 1933 DACHAU FLUCHT 1936 USA ÜBERLEBT                                                        | Paradeplatz 5 (Standort)      | Philipp Loewenfels |
|              | HIER WOHNTE SIEGFRIED LOEWENFELS JG. 1907 VERHAFTET 1938 DACHAU ENTLASSEN 1938 FLUCHT 1939 USA ÜBERLEBT                                       | Paradeplatz 5 (Standort)      | Siegried Loewenfels |
|              | HIER WOHNTE SOPHIA LOEWENFELS GEB. PRÖLSDORFER JG. 1875 FLUCHT 1938 USA ÜBERLEBT                                                              | Paradeplatz 5 (Standort)      | Sophia Loewenfels |
|              | HIER WOHNTE MATHILDE LUCHS GEB. NEY JG. 1879 OPFER DES POGROMS HEIMATORT UNFREIWILLIG VERLASSEN 1938 AUGSBURG DEPORTIERT 1941 PIASKI ERMORDET | Theresienstraße 28 (Standort) | Mathilde Luchs wurde geboren am 31. August 1879 in Niederstetten. |
|              | HIER WOHNTE DR.RAFAEL LUCHS JG. 1871 OPFER DES POGROMS HEIMATORT UNFREIWILLIG VERLASSEN 1938 AUGSBURG TOT 5.12.1941 MEDIKAMENTE ENTZOGEN      | Theresienstraße 28 (Standort) | Dr. Rafael Luchs wurde geboren am 8. Dezember 1871 in Buttenwiesen. |
|              | HIER WOHNTE BERTA PRÖLSDORFER JG. 1890 DEPORTIERT ERMORDET IN AUSCHWITZ                                                                       | Luftgasse 2 (Standort)        | Berta Prölsdorfer wurde am 3. Februar 1890 in Trabelsdorf geboren. |
|              | HIER WOHNTE MAIER SCHLOSS JG. 1892 VERHAFTET 1934 DACHAU ENTLASSEN 1936 FLUCHT 1936 PALÄSTINA                                                 | Theresienstraße 28 (Standort) | Maier Schloss wurde am 23. Februar 1892 in Buttenwiesen geboren. Seine Mutter war Ilse Schloss aus Ingolstadt. Er wurde 1934 verhaftet und war bis 1936 im KZ Dachau interniert. Danach flüchtete er, mutmaßlich nach Palästina. 1938 wurde ihm die deutsche Staatsbürgerschaft entzogen. |
|              | HIER WOHNTE KARL JOSEF STROMEREDER JG. 1893 VERHAFTET 1941 DACHAU TOT 23.8.1941                                                               | Beckerstraße 27 (Standort)    | Karl Josef Stromereder wurde 1893 in Ingolstadt geboren. Er entstammte einer katholischen Familie, seine Eltern waren Mathias Stromereder und Dorothea geb. Bittl. Er war Arbeiter und blieb ledig. 1941 wurde er verhaftet und in das KZ Dachau überstellt. Er wurde mit der Häftlingsnummer 24280 registriert, in der Kategorie „Polizeiliche Sicherheitsverwahrung“. Karl Josef Stromereder kam im KZ am 23. August 1941 ums Leben. Als offizielle Todesursache wurde „Versagen von Herz und Kreislauf“ angegeben. Er wurde am Friedhof am Perlacher Forst bestattet. |

## Verlegedaten
Die Stolpersteine von Ingolstadt wurden am 21. März 2012 vom Künstler persönlich verlegt.